# Robert Olesen
Lars Robert Emil Olesen, född 21 april 1975 i Landskrona församling, Malmöhus län, är en svensk politiker (socialdemokrat) som är ordinarie riksdagsledamot sedan 15 april 2025, invald för Kronobergs läns valkrets. Tidigare har han varit kommunalråd i Alvesta kommun och regionråd i Region Kronoberg.

## Biografi
Olesen är uppvuxen i Landskrona och Alvesta. Han har bland annat arbetat som metallarbetare på Autoliv Hammarverken i Växjö, Fresh Ventilation i Gemla och AB Maskinarbeten i Alvesta. Han är medlem i fackförbundet IF Metall.

## Politikergärning
2007–2012 var Olesen kommunalråd i Alvesta kommun; kommunstyrelsens ordförande perioden 2007–2010 och därefter oppositionsråd 2011–2012.
Olesen valdes in i regionfullmäktige i Kronoberg i valet 2014. Han var 2015–2018 regionråd och 1:a vice ordförande i regionstyrelsen samt ordförande i regionstyrelsens personalutskott. Under mandatperioden 2019–2022, då Socialdemokraterna var i opposition, var han bland annat 2:e vice ordförande i hälso- och sjukvårdsnämnden. Därefter var han 2023–2024 2:e vice ordförande i regionala utvecklingsnämnden, och 2024–2025, efter att Socialdemokraterna åter blivit en del av styret i regionen, 1:e vice ordförande i samma nämnd.
Olesen kandiderade i riksdagsvalet 2022 och blev ersättare. Han var tjänstgörande statsrådsersättare för Tomas Eneroth under perioden 26 september–18 oktober 2022. När Eneroth lämnade riksdagen under våren 2025 blev Olesen ny ordinarie ledamot. I riksdagen är han suppleant i socialutskottet och utbildningsutskottet.
Sedan 2020 är han partidistriktsordförande för Socialdemokraterna i Kronoberg. 2021 valdes han in i den nationella partistyrelsen.

## Privat
Olesen bor i Alvesta, är gift och har två döttrar. Ett av hans största intressen är cykling.